# Fredrik Lindgren (speedwayförare)
Fredrik Lindgren, född den 15 september 1985 i Örebro, är en svensk speedwayförare. Han är storebror till Ludvig Lindgren. Han representerade fram till 2019 Eskilstuna Smederna i Sverige, Wolverhampton i Storbritannien samt den polska storklubben Rybnik.
Fredrik Lindgren är känd för sin målmedvetenhet, tekniska och tuffa körstil. Han är allt som oftast en del av den svenska landslagstruppen och har varit med i GP-sammanhang sedan 2007.

## Speedwaykarriär
Lindgren är fostrad i Indianerna Kumla, som han tävlade för åren 2000–2003.  
Lindgren fick sitt internationella genombrott med en tredjeplats i Sveriges Grand Prix 2007. Han vann GP-deltävlingen i Göteborg 2012, och slutade 7:a i sammanhanget 2012. Lindgren kom sjua 2013, men 2014 gick det inte bra då han kom på tionde plats. Men säsongen 2016 kom han fyra i GP Challenge och det medförde att han större delen av säsongen fick köra i stället för skadade Jarosław Hampel. Till 2017 års GP-serie kvalificerade sig Lindgren som ordinarie förare på egna meriter.
Den 13 maj 2017 vann Fredrik Lindgren Speedway Grand Prix-deltävlingen i Warszawa.
2019 vann han SM med Eskilstuna Smederna. Några dagar senare meddelade han att inte skulle komma att fortsätta i någon klubb i Elitserien. Han fortsatte dock i sin polska klubb, för att därmed bättre kunna förbereda sig inför det kommande årets VM-tävlingar.

## Klubbar

### Polen
- Grudziadz (2004)
- Falubaz Zielona Gora (2006–2010)
- Tauron Azoty Tarnow (2011)
- Betard Sparta Wroclaw (2012)
- Unia Lezsno (2013–)
- Rybnik (2017–
- lublin(2023–

### Storbritannien
- Wolverhampton Wolves (2003–)

### Sverige
- Indianerna Kumla (2000–2003)
- Piraterna Motala (2003)
- Masarna Avesta (2004–2005)
- Dackarna Målilla (2006–2013)
- Griparna Nyköping (2014)
- Indianerna Kumla (2014–2016)
- Dackarna Målilla (2017)
- Eskilstuna Smederna (2018–2019[1])
- Västervik Speedway (2021–2023) (2025-